# Christie Falls
Die Christie Falls sind ein mehrstufiger Wasserfall im Fiordland-Nationalpark auf der Südinsel Neuseelands. Er stürzt im Lauf des Falls Creek am New Zealand State Highway 94 (SH 94) in das Tal des Hollyford River/Whakatipu Kā Tuka. Seine Fallhöhe beträgt etwa 15 Meter.
Am SH 94 befindet sich an der Brücke über den Falls Creek ein kleiner Parkplatz. Hier beginnt die Falls Creek Route, ein ansteigender Wanderweg entlang des Falls Creek, der gleich zu Beginn an den Christie Falls vorbeiführt.